# 內隱智力理論
由卡蘿·德威克和她的同事所研究，在社会和发展心理學，內隱智力理論 (英：Implicit theories of intelligence）指的是人們對自己的的智力或能力是否可變的信念。

## 历史
埃伦莱格特在1985年研究了內隱智力理論。 她的研究文獻《Children's entity and incremental theories of intelligence: Relationships to achievement behavior》1985年在波士顿会议的东美心理学协会演講出來。
因此，啟發了德威克和她的同伙开始研究如何通过與环境互動，个人如何在不知不觉中(或者暗示)了解自己的智慧和能力。 这些對自己的理解會最终影响一个人自己的目标，动机，行为和自尊。 研究人员一开始找了較积极学生及較不积极学生來觀察。 他们注意到，較积极的学生在面对挑战時仍會繼續去試，相反其他学生則退出或者放棄他們所做的事。最重要從觀察所得，其實学生的本身智力並不能预测学生他們的积极性高與低。 反而，她们发现，这两个群体的学生持有不同的對自己能力的想法，从而大大影响他们的教室里表現。

## 實體理論對比增量理论
研究人员觀察出两个不同的思维方式有关自身能力。实体（英語：entity）是指个人認為自己的智力和能力都是固定不變（fixed）。对于相信這樣的人，如果他們认為自己的能力来可以做得多，他們就有更大機會可以掌握得到。反过来，如果感覺自己能力不足則很難做得到某到，或者是習得性無助。然而，若以增量的想法去看自己能力，這會促使人們去努力和辛勤工作去改善自己能力，因為能力是可以增量（英語：incremental）的。对增量想法的人，是有知觉的可能性的掌握即使初始能力，以执行的任务较低。那些赞同这个理论的情报不一定任何人都可以成为一个爱因斯坦或莫扎特，但是他们知道爱因斯坦和莫扎特都需要通過多年的努力，才能成为人人皆知的天才」。因為認為可能有一天成功，这种成功的可能性令到人們有更多内在動機去繼續嘗試。

## 想有成就的動機

### 不同类型的目标
學習目標（英語：learning goal）是指人們想從他人學習來增加自己的能力。而表現目標（英語：preformance goal）則指人們因為有人去評價自己做出好表現。在實驗表示因為怕別人的評價，人們在測驗上的表現因為這種分心而降低。而兒童用實體角度看多用表現目標，而增量的人會以更好的學習目標去理解事物。

### 對挑战的反應
因為相信自己有能力去成长，他們樂意去接受挑戰。但若個人認為自己的能力是固定的，只有他們在出現做不到之前，他們會繼續去試。 然而，有些人會對己能力缺乏信心，他們會避免、拖延，甚至在挑战性的情况下去作弊，來不令到自己显得无能。 这些行为反致令人感到有點習得性無助及限制自己知识的增长。

### 失败归因
如何归因失败和应对失败與心态非常有關。 若个人以進步角度去理解失败，他們會認為做不得只不過是因為还没有学到到、或者用了错误的角度去看，或工作得未夠努力。 所有这些问题都通过努力去解決，导致這些人不断繼續去寻求任何方式，總之能将自己變得更好。 他们也更可能去做一些补救東西來纠正错误。 而那些認為自己能力是固定會理解失敗是因為他们真的缺乏能力而停止再試。

## 應用

### 培養想法的方法
只要一些很细微差别在如何讚賞小孩子，如non-generic式獎賞 ("你畫得很好")与generic讚賞(即 "你是一個好畫家")，會导致儿童作出對日後以后的批评有不同回应。此種反應的差異顯示了想進步的心态。或者，在課堂干預研究中，實驗者介紹給學生人的腦是會變化的，學生的成績比起另一班這個額外的教導更高。

### 情緒
在研究一些剛從高中升上大學的學生，Tamir與其同事見到一些有可延增信念（英語：malleable）的學生，對比一些認為自己的情緒是不可控制，並有「不論我多努力去控制都不能改變自己天生的情緒」想法的學生，有更好的情緒管理及更多的社交支持來更快適應大學的新挑戰。

## 参看
- 智力
- 習得性無助
- 動機
- 卡蘿·德威克: 相信你能進步的力量 | TED Talk （页面存档备份，存于）